# Малайський тигр
Малайський тигр (Panthera tigris jacksoni) — підвид тигрів, що зустрічається винятково в південній (малазійській) частині півострова Малакка. До 2004 року не вважався за підвид, його ставили в один ряд з індокитайським тигром. Нова класифікація з'явилась завдяки дослідженню Стівена О'Брайана з Лабораторії Генетичного Різноманіття Національного Інституту Раку (Фредерік, США).
Недавній облік показав, що малайських тигрів збереглось 600–800 особин у дикому середовищі. Це ставить його на один щабель за кількістю особин з Бенгальським і Індокитайським тиграми. Проте як і інші тигри цей підвид знаходиться у небезпеці.

## Ареал
Малайські тигри живуть на Малайському півострові. Один з їх осередків знаходиться на півночі півострова, а інший — на півдні. Це територія Таїланду і Малайзії відповідно. В Сінгапурі малайські тигри були до 1950-х років, але їх там повністю вигубили.
Ці тигри люблять жити в невеликих гірських лісах, що віддалені від людей. Також інколи вони живуть у закинутих сільськогосподарських землях, за умови, що ті мають низьку густоту населення та низьке транспортне сполучення.

## Зовнішність
Малайський та Суматранський тигри є найменшими підвидами тигра. Його забарвлення смуг дуже схожі на Індокитайського тигра, але за розміром ближче до Суматранського. Вага самців — 120 кг, вага самок — 100 кг. У довжину самці мають 237 см, а самиці — 200 см.

## Живлення та спосіб життя
Малайські тигри полюють на оленів самбара, гавкаючих оленів, диких свиней та на різну худобу. Тигри також полюють на малайського ведмедя. Можливо до їх раціону входить тапіри, але така здобич трапляється дуже рідко. У тропічних лісах самці ділять територію так, що у кожного виходить приблизно по 100 км, також з одним самцем повинно жити мінімум 6 самиць, які, до речі, дуже плодючі.

## У геральдиці
Малайський тигр є національним символом Малайзії, де він присутній на гербі країни, емблемах різноманітних державних установ (наприклад, Банку Малайзії), численних емблемах армійських підрозділів та підрозділів спеціального призначення тощо.

Герб Малайзії
Емблема підрозділу спеціального призначення.

## Галерея

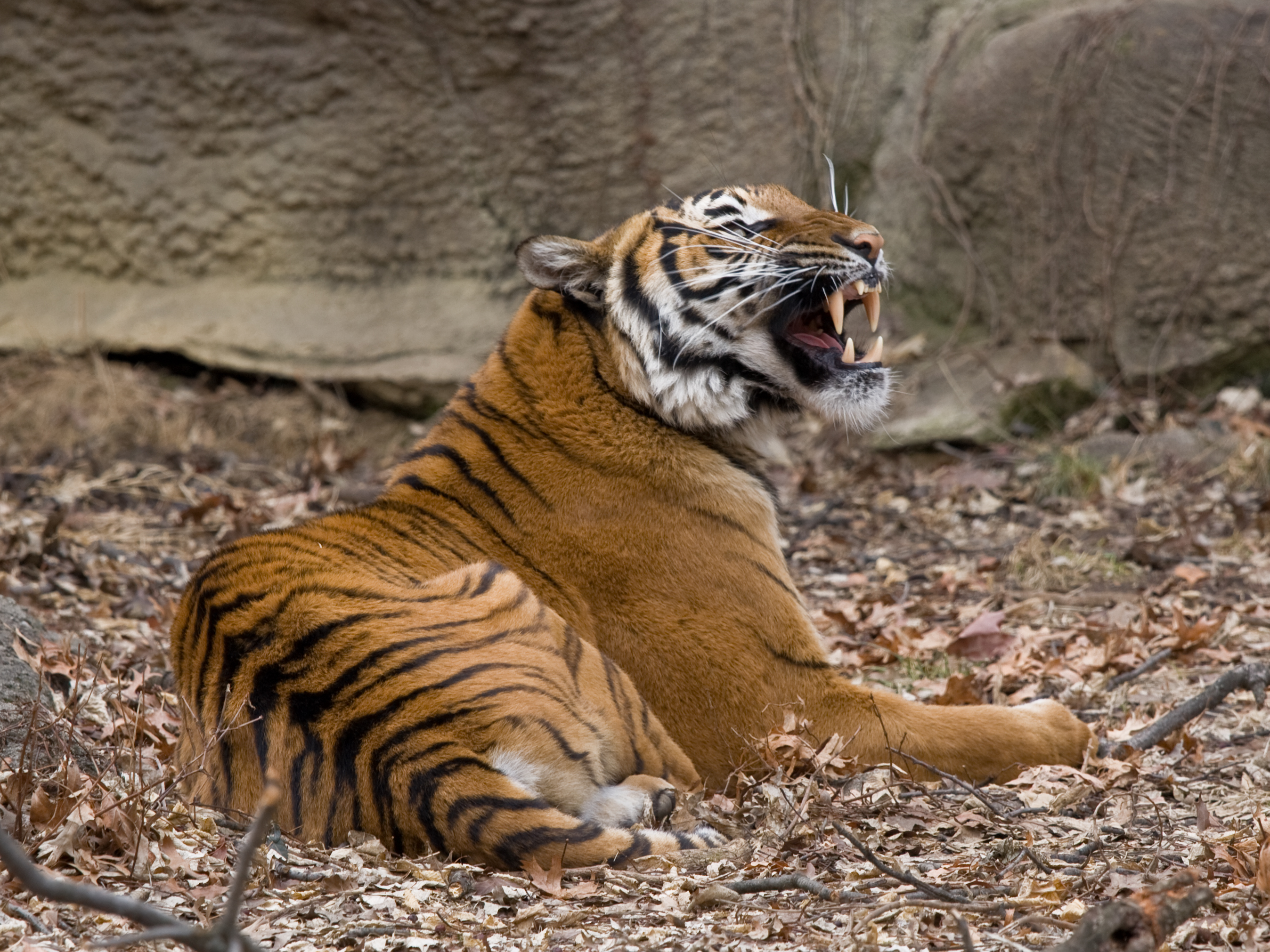
Малайський тигр в зоопарку Цінціннаті, США
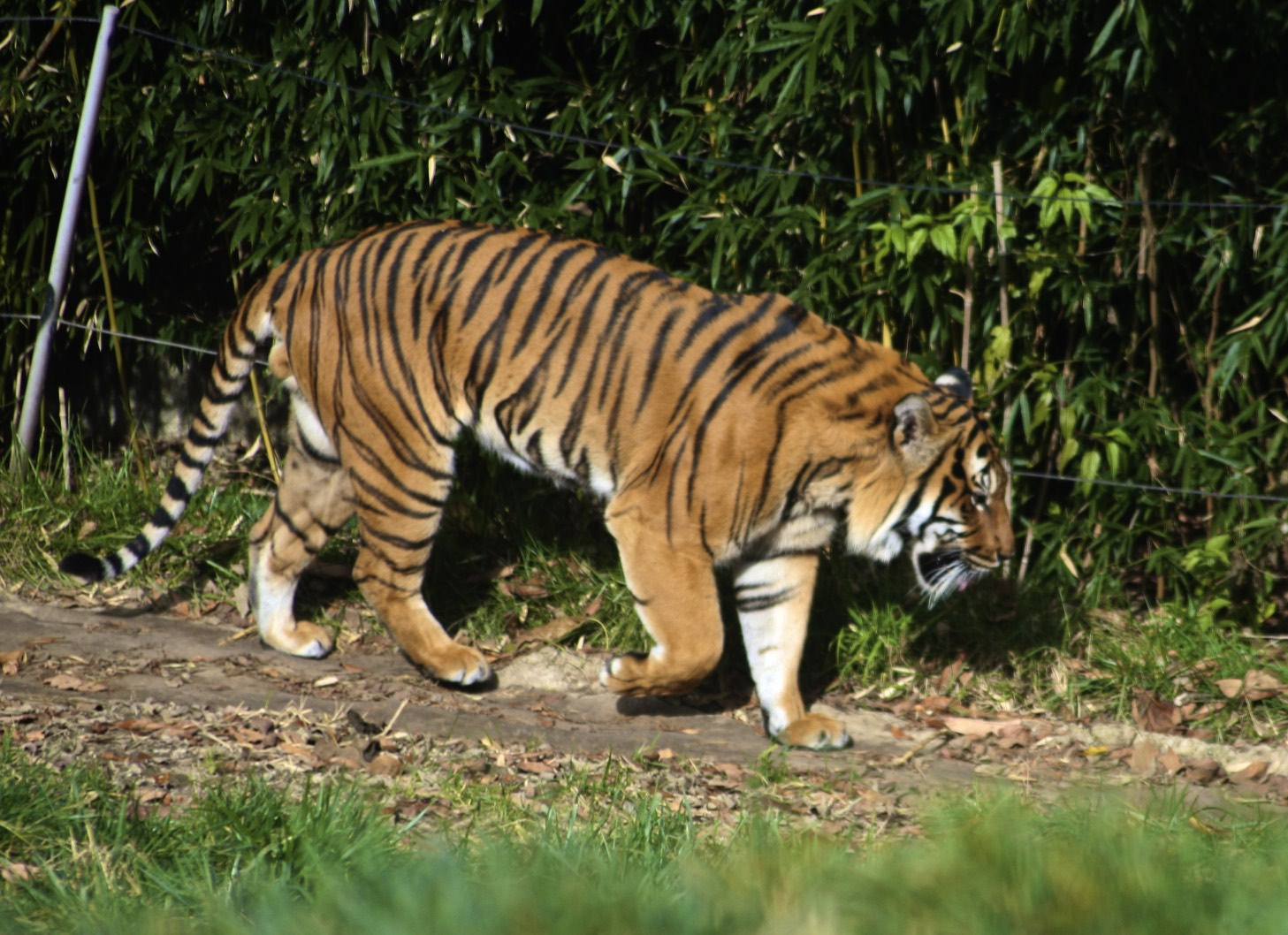
Зоопарк Цінціннаті, США
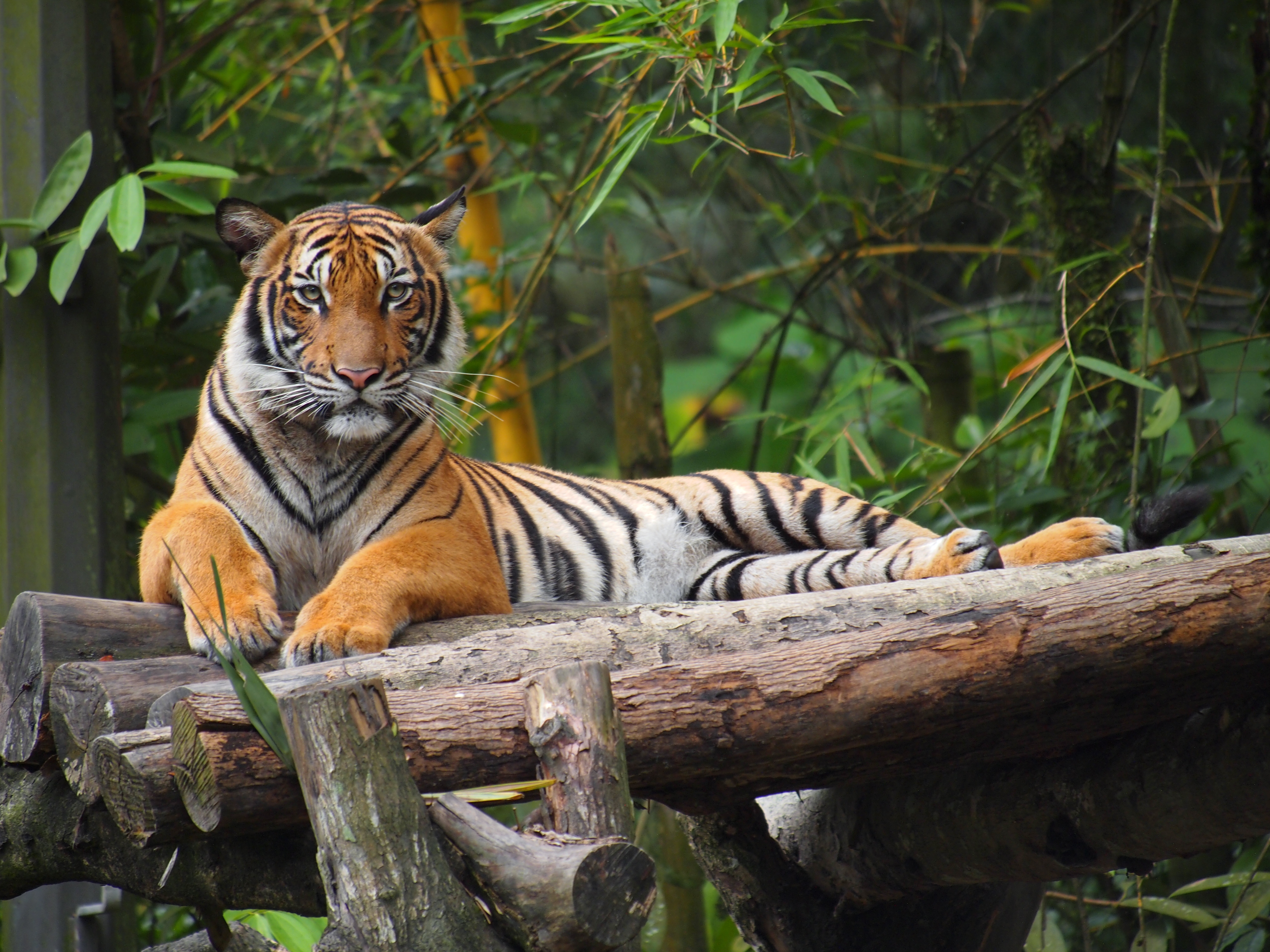
Національний зоопарк Малайзії